# Villette (novela)
Villette ( /viːˈlɛt/) es una novela escrita por la autora inglesa Charlotte Brontë y publicada por Smith, Elder & Co. en Londres  en 1853 .
Después de un desastre familiar no especificado, la protagonista Lucy Snowe viaja desde su Inglaterra natal a la ficticia ciudad continental de Villette para enseñar en una escuela de niñas.
Sus temas principales incluyen el aislamiento, cómo se puede soportar tal condición,  y el conflicto interno provocado por la represión social del deseo individual.  Su protagonista, Lucy Snowe, viaja al extranjero para enseñar en un internado de la ciudad ficticia de Villette, donde conoce una cultura y una religión diferentes a la suya y se enamora de un hombre con el que no puede casarse. Sus experiencias resultan en una crisis nerviosa, pero finalmente logra independencia y realización al dirigir su propia escuela. Una parte sustancial del diálogo de la novela está en idioma francés. Villette marcó el regreso de Brontë a escribir desde una perspectiva en primera persona (la de Lucy Snowe), la técnica que había utilizado en Jane Eyre . Otra similitud con Jane Eyre reside en el uso de aspectos de su propia vida como inspiración para acontecimientos ficticios,  en particular su reelaboración del tiempo que pasó en  Bruselas. Villette fue reconocida por los críticos de la época como un escrito potente y sofisticado, aunque fue criticada por su "grosería" y por no ser adecuadamente "femenina" en su descripción de los deseos de Lucy. 
Villette fue la tercera y última novela de Charlotte Brontë publicada durante su vida. Fue precedida por El profesor (su primera novela publicada póstumamente, de la cual Villette es una reelaboración, aunque no muy similar), Jane Eyre y Shirley.

## Antecedentes
En 1842, Charlotte y Emily viajaron a Bruselas para inscribirse en el internado dirigido por Constantin Héger (1809–1896) y su esposa Claire Zoé Parent Héger (1804–1887). Durante su estancia en Bruselas, Charlotte, que favorecía el ideal protestante de un individuo en contacto directo con Dios, se opuso al severo catolicismo de Madame Héger, a la que consideraba una religión tiránica que imponía conformidad y sumisión al Papa.  A cambio de comida y matrícula, Charlotte enseñó inglés y Emily música. Su tiempo en la escuela se vio interrumpido cuando su tía Elizabeth Branwell, que se había unido a la familia en Haworth para cuidar a los niños después de la muerte de su madre, murió de una obstrucción intestinal en octubre de 1842. Charlotte regresó sola a Bruselas en enero de 1843 para ocupar un puesto de maestra en la escuela. Su segunda estancia no fue feliz: sentía nostalgia y estaba profundamente apegada a Constantin Héger.
Regresó a Haworth en enero de 1844 y utilizó el tiempo pasado en Bruselas como inspiración para algunos de los acontecimientos de El profesor y Villette. Después de que varios editores lo rechazaran, Brontë reelaboró el material y lo convirtió en la base de Villette. La mayoría de los historiadores literarios creen que el personaje de M. Paul Emanuel está estrechamente basado en el de M. Héger. Se reconoce además ampliamente, que el personaje de Graham Bretton se inspiró en el editor de Brontë, George Murray Smith.

## Ambientación
La novela se desarrolla inicialmente en la campiña inglesa y luego sigue a Lucy Snowe, el personaje principal, a la ciudad ficticia de Villette, una ciudad gótica donde se desarrolla la mayor parte de la acción. Villette sigue el modelo de la ciudad de Bruselas y está ambientada en el reino ficticio de habla francesa de Labassecour (inspirado en Bélgica). "La basse-cour" en francés significa "el corral".

## Trama
Villette comienza con su protagonista y narradora poco fiable, Lucy Snowe, de 14 años, alojada en casa de su madrina, la señora Bretton, en "la limpia y antigua ciudad de Bretton", en Inglaterra. También residen el hijo adolescente de la Sra. Bretton, John Graham Bretton (a quien la familia llama Graham), y una joven visitante, Paulina Home (que se llama Polly), que tiene 6 años. La madre de Polly, que descuidó a su hija, falleció recientemente y los médicos recomiendan a su padre viajar para mejorar su estado de ánimo. La señora Bretton invita a Polly a quedarse. Polly es una niña seria, que se describe como diferente a los niños normales.
Polly pronto desarrolla una profunda devoción por Graham, quien la colma de atención. Pero la visita de Polly se ve interrumpida cuando llega su padre para convocarla a vivir con él en el extranjero.
Por razones que no se indican, Lucy abandona la casa de la señora Bretton unas semanas después de la partida de Polly. Pasan algunos años, durante los cuales una tragedia familiar no especificada deja a Lucy sin familia, hogar ni medios. Después de algunas dudas iniciales, la señorita Marchmont, una mujer lisiada reumática, la contrata como cuidadora. Lucy pronto se acostumbra a su trabajo y comienza a sentirse contenta con su estilo de vida tranquilo y frugal.
La noche de una dramática tormenta, la señorita Marchmont recupera todas sus energías y se siente joven otra vez. Comparte con Lucy su triste historia de amor de hace 30 años y concluye que debería tratar mejor a Lucy y ser una mejor persona. Ella cree que la muerte la reunirá con su amante muerto. A la mañana siguiente, Lucy descubre que la señorita Marchmont murió esa noche.
Lucy abandona luego la campiña inglesa y se dirige a Londres. A los 23 años, se embarca en un barco rumbo a Labassecour a pesar de saber muy poco francés. En el barco, conoce a Ginevra Fanshawe, quien le dice a Lucy que la directora de su internado para niñas (basado en la pensionnat de Bruselas de los Hégers) al que asiste, Madame Beck, necesita una bonne para sus hijos. Viaja a la ciudad de Villette, en Labassecour, donde se encuentra la escuela de Madame Beck. Después de un tiempo, es contratada para enseñar inglés en la escuela, además de tener que cuidar a los tres hijos de Madame Beck. Ella prospera a pesar del constante espionaje de Madame Beck al personal y a los estudiantes.
El "Dr. John", un apuesto médico inglés, visita con frecuencia la escuela a instancias de Madame Beck y profundiza su afecto por la coqueta Ginevra Fanshawe. En uno de los famosos giros de la trama de Villette, más tarde se revela que el "Dr. John" es John Graham Bretton, un hecho que Lucy sabe desde que una vez él le preguntó por qué lo estaba mirando, pero que deliberadamente le ocultó al lector.
Durante las vacaciones escolares, todos los profesores y alumnos se fueron de viaje al extranjero o regresaron con sus familias. La escuela está completamente vacía a excepción de un niño discapacitado del que se supone que Lucy debe cuidar. Después de que se llevan al niño discapacitado, Lucy se siente extremadamente sola y enferma tanto mental como físicamente. Ella acude a una iglesia católica (a pesar de ser protestante) para confesarse con un sacerdote. En el camino de regreso a la escuela, colapsa debido a la fiebre y al agotamiento mental. El Dr. John la lleva a su casa, que comparte con su madre, la señora Bretton.
Graham reconoce a Lucy sólo después de que la llevan a la casa de la señora Bretton. Después de que el Dr. John (es decir, Graham) descubre el verdadero carácter de Ginevra mientras está en el teatro, dirige su atención a Lucy y se hacen amigos cercanos. Valora mucho esta amistad a pesar de su habitual reserva emocional. Lucy pronto desarrolla sentimientos por el Dr. John y atesora las cartas que él le envía una vez que regresa al pensionnat.
Lucy y Graham se reencuentran con Polly (Paulina Home) en el mismo teatro después de un incendio, en el que Polly resulta herida. El padre de Polly heredó el título de "de Bassompierre" y ahora es conde ; por eso su nombre ahora es Paulina Mary Home de Bassompierre. Polly y Graham pronto descubren que se conocieron en el pasado y poco a poco renuevan su amistad. Se enamoran y finalmente se casan a pesar de la desgana inicial del padre de Polly.
Lucy se acerca progresivamente a un colega, el profesor irascible, autocrático y conflictivo, M. Paul Emanuel, pariente de Mme. Beck. Lucy poco a poco se da cuenta de que su aparente antagonismo en realidad la está ayudando a superar sus debilidades y a crecer. Ella y Paul finalmente se enamoran.
Sin embargo, un grupo de antagonistas conspiradores, entre ellos Madame Beck, el sacerdote Père Silas y los familiares de la prometida fallecida hace mucho tiempo de M. Paul, trabajan para mantenerlos separados, con el argumento de que una unión entre un católico y un protestante es imposible.. Finalmente logran obligar al señor Paul a partir hacia Guadalupe para supervisar una plantación allí. No obstante, declara su amor por Lucy antes de su partida y se las arregla para que ella viva de forma independiente como directora de su propia escuela diurna, que luego ampliará hasta convertirla en una pensionnat.
Durante el transcurso de la novela, Lucy tiene tres encuentros con la figura de una monja, que puede ser el fantasma de una monja que fue enterrada viva en los terrenos de la escuela como castigo por romper su voto de castidad. En una escena altamente simbólica cerca del final de la novela, descubre el hábito de la "monja" en su cama y lo destruye. Más tarde descubre que era un disfraz usado por el amor de Ginevra, Alfred de Hamal, colocado en la cama de Lucy como una broma. Los episodios con la monja sin duda contribuyeron sustancialmente a la reputación de la novela como novela gótica. Ginevra se mantiene en contacto con Lucy a través de cartas que muestran que la joven coqueta no ha cambiado y espera vivir del buen trato de su tío (Basompierre).
Las últimas páginas de Villette son ambiguas. Aunque Lucy dice que quiere dejar al lector libre para imaginar un final feliz, insinúa fuertemente que el barco de M. Paul fue destruido por una tormenta durante su viaje de regreso de las Indias Occidentales. Dice que "el señor Emanuel estuvo ausente tres años. Lector, fueron los tres años más felices de mi vida". Este pasaje sugiere que fue ahogado por el "ángel destructor de la tempestad".
Brontë describió la ambigüedad del final como un "pequeño enigma" (citado en el capítulo XII de la parte 2 de La vida de Gaskell).

## Caracteres
Lucy Snowe: La narradora y personaje principal de Villette. Una mujer de 23 años tranquila, autosuficiente e inteligente. Lucy, como afirma la señorita Ginevra Fanshawe, "no tiene logros atractivos, ni belleza", ya que hace todo lo posible por no sobresalir ni formar vínculos. Aunque parece carecer de parientes vivos, es la ahijada de la señora Bretton.
Aunque normalmente es reservada y emocionalmente autocontrolada, tiene fuertes sentimientos y afectos por aquellos a quienes realmente valora. Incluso se preocupa sinceramente por la vertiginosa Ginevra, aunque de una manera directa y cascarrabias. Es una firme protestante y denuncia el catolicismo romano como falso ("Dios no está con Roma"). Se enamora del señor Emanuel y accede a casarse con él algún día. Con su ayuda, Lucy deja la casa de Madame Beck y funda su propia escuela.
M. Paul Emanuel: Un profesor irascible y autocrático en la pensión de Madame Beck, siendo pariente de ella. Aunque regaña a Lucy con frecuencia, ella llega a apreciar sus buenas cualidades. Es generoso, le encanta darle regalos secretos a Lucy. Es amable y magnánimo, como lo demuestra el hecho de que apoya y protege a la anciana abuela de su prometida muerta, Justine Marie, junto con su antiguo tutor (Père Silas) y un sirviente. Es un católico devoto e intenta convertir a Lucy, pero fracasa. A medida que se acerca a Lucy y se enamora de ella, todos en su vida intentan mantenerlos separados, y finalmente es desterrado a una plantación familiar en Guadalupe durante tres años. Al final de la novela, se insinúa fuertemente que muere en un naufragio al intentar regresar a Labassecour.
Dr. John Graham Bretton: Un joven y apuesto caballero inglés que es médico. Es hijo de la madrina de Lucy, la señora Bretton. Se le describe como "alegre", "benigno" y "soso". Lucy, cuando era joven, no mostró ningún cariño especial por él. Sin embargo, cuando se reencuentran diez años después, su fría amistad se reaviva y Lucy secretamente comienza a sentir afecto por él. Graham, sin embargo, no le corresponde y la llama "la tranquila Lucy Snowe" y "un ser inofensivo como una sombra". Al principio siente pasión por Ginevra Fanshawe, hasta que su amor por el dinero y una burla hacia la señora Bretton terminan con ello. Luego se enamora de Polly de Bassompierre. Lucy reprime su amor por él y entierra todas sus preciadas cartas, diciéndole: "Buenas noches, Dr. John; usted es bueno, es hermoso, pero no es mío. ¡Buenas noches y que Dios lo bendiga!" John y Polly finalmente se casan y viven felices.
Sra. Louisa Bretton: madre del Dr. John Graham Bretton y madrina de Lucy. Es viuda y tiene "una salud impecable y un ánimo de ese tono e igualdad que son mejores que una fortuna para quien la posee". Está inmensamente orgullosa de su hijo, pero no deja de burlarse de él.
Polly Home/Condesa Paulina Mary de Bassompierre: Una chica inglesa de 17 años que es prima de Ginevra Fanshawe. Se la presenta en la historia por primera vez cuando era una niña muy joven, que se llama Polly. Cuando era niña, le tenía mucho cariño a Graham Bretton. Ella crece hasta convertirse en una hermosa joven, delicada e inteligente. Al reencontrarse con Graham, su amistad se convierte en amor y finalmente se casan. Lucy dice de ella: "Parecía una simple muñeca" y la describe con forma de "modelo". Ella y Lucy son amigas. Aunque a Lucy a menudo le duele la relación de Polly con Graham, ella mira su felicidad sin guardar rencor.
Sr. Home/ Conde de Bassompierre: padre de Polly, que heredó su título nobiliario en los últimos años. Es un hombre sensible y reflexivo que ama a su hija. Cuando se da cuenta de la relación de Polly con Graham, le resulta difícil reconocer y aceptar que su hija ahora es una mujer adulta. Él la considera una simple niña y la llama su "pequeño tesoro" o "pequeña Polly". Finalmente le entrega a Polly a Graham y le dice: "¡Que Dios te trate como tú tratas con ella!". Vive hasta una edad avanzada.
Ginevra Fanshawe: Una joven inglesa de 18 años, hermosa pero superficial y vanidosa, con un temperamento ligero y descuidado. Es una coqueta incorregible. Aunque está relacionada con los Homes/Bassonpierre, su propia familia no es rica y espera que otros financien sus gustos lujosos. Lucy se encuentra con ella en un barco que viaja a Francia. Ginevra es estudiante en casa de Madame Beck, y su comentario de pasada es: "Me gustaría que vinieras a casa de Madame Beck; tiene algunas marmotas [del padre "niños"] de las que podrías cuidar: quiere un gouvernante inglés, o estaba buscando una hace dos meses", lo que lleva a Lucy a ir a Villette. A pesar de los defectos de Ginevra, Lucy siente cierto cariño por ella. Ginevra piensa en Lucy como "cáustica, irónica y cínica", y la llama "anciana", "querida travesura" y, más frecuentemente, "Timón" (en honor a un misántropo griego que vivió durante el siglo V a. C.). Ginevra utiliza a Graham descaradamente hasta que éste pierde interés en ella. Finalmente se fuga y se casa con el conde Alfred de Hamal y se mantiene en contacto con Lucy a través de cartas.
Conde Alfred de Hamal: Un coronel pretendiente de Ginevra, tiene una apariencia continental con rasgos delicados. Ginevra Fanshawe afirma que "El coronel de Hamal es un caballero de excelentes conexiones, modales perfectos, apariencia dulce, rostro pálido e interesante, cabello y ojos como los de un italiano. Además, es la compañía más encantadora posible: un hombre completamente a mi manera; nada sensato y serio como el otro [Dr. John]; pero con quien puedo hablar en igualdad de condiciones". Lucy no está de acuerdo con ella y describe al conde como “La muñeca, el títere, el maniquí, ¡la pobre criatura inferior! ¡Un simple sirviente del Dr. John, su ayuda de cámara, su lacayo!
Madame Modeste Maria Beck: propietaria y directora del internado para niñas donde trabaja Lucy. Es baja y robusta, pero no fea. Su tez se describe como fresca. "Tenía buen aspecto, aunque un poco burguesa...". Tiene buen sentido y es una excelente administradora, aunque eso se debe a que espía a todos y revisa sus posesiones con frecuencia. Lucy dice: "Ella no tenía ningún corazón que pudiera ser tocado: le recordaba dónde estaba impotente y muerta". Lucy la describe además como "sabia, firme, infiel; secreta, astuta, desapasionada; vigilante e inescrutable; aguda e insensata, además de perfectamente decorosa, ¿qué más se podría desear?" Al principio parece atraída por Graham, pero eso desaparece rápidamente. Luego busca casarse con M. Paul Emanuel para mantenerlo a él y a su fortuna bajo su control. Hace todo lo que puede para mantener separados a Lucy y Paul, incluso conspirando con Père Silas.
Rosine: La bonita pero sin principios portera del internado de Madame Beck. Ella es "inteligente, delgada y atrevida" y "no es una mala persona", según Lucy. Le gusta que la sobornen.
Père Silas: Un anciano sacerdote católico que tiene como misión convertir a Lucy. Es el mentor de Paul Emanuel y utiliza el amor de este último por la fallecida Justine Marie para manipularlo. Su papel es fundamental para mantener separados a Paul y a Lucy.
Justine Marie: Monja noviciada fallecida, ex amor de Paul Emanuel. Originalmente esperaba casarse con él, pero las objeciones de su familia la llevaron a ingresar en un convento. Durante su estancia en casa de Madame Beck, Lucy sospecha que el fantasma de Justine la persigue.

## Temas
Villette se destaca no tanto por su trama como por su agudo rastreo de la psicología de Lucy. La novela, en un ambiente gótico, explora simultáneamente temas de aislamiento, duplicación, desplazamiento y subversión, y cada uno de sus impactos en la psique del protagonista. 
Villette es a veces celebrada como una exploración de los roles de género y la represión. En The Madwoman in the Attic, las críticas Sandra Gilbert y Susan Gubar han argumentado que el personaje de Lucy Snowe se basa en parte en los poemas Lucy de William Wordsworth. Gilbert y Gubar enfatizan la idea de la reescritura femenina.  Algunos críticos han explorado las cuestiones del estado psicológico de Lucy en términos de lo que llaman "construcciones patriarcales" que forman su contexto cultural. 
Villette también explora el aislamiento y el conflicto intercultural en los intentos de Lucy de dominar el idioma francés, así como los conflictos entre su protestantismo inglés y el catolicismo. Su denuncia del catolicismo es implacable: por ejemplo, "Dios no está con Roma".

## Recepción
George Eliot creía que Villette era "un libro aún más maravilloso que Jane Eyre. Hay algo casi sobrenatural en su poder".
"Hay tan pocos libros y tantos volúmenes. Entre los pocos se encuentra Villette."— George Henry Lewes Virginia Woolf afirma que Villette es la "mejor novela" de Charlotte Brontë y destaca sus evocadoras descripciones del mundo natural como un reflejo del estado mental del personaje principal.
Lucy Hughes-Hallett del Daily Telegraph sostiene que Villette es más grande que la obra más famosa de Brontë, Jane Eyre. Afirma que la novela es "un escrito sorprendente, un libro en el que escenas fantasmagóricas se alternan con pasajes de exploración psicológica minuciosa, y en el que la prosa maravillosamente flexible de Brontë oscila entre el ingenio sardónico y la corriente de conciencia, en la que la sintaxis Se dobla y fluye y amenaza con disolverse completamente en el calor de la locura, las alucinaciones inducidas por las drogas y el deseo desesperado. 
Claire Fallon de The Huffington Post señala que Villette comparte muchos temas con trabajos anteriores de Brontë, como Jane Eyre, pero resalta la dicotomía entre los protagonistas de las dos novelas. "V illette tiene un cierto parecido brontëano con Jane Eyre (misticismo gótico, intensidad espiritual, estallidos de lirismo apasionado, una heroína sencilla que se abre paso en un mundo hostil) pero en muchos otros aspectos es su opuesto. Jane Eyre trabaja de forma nítida. blanco y negro, mientras que Villette trabaja en áreas grises psicológicas e incluso fácticas. Mientras que la especialidad de Jane está estipulada, a pesar de su pobreza y apariencia sencilla, la heroína de Villette, Lucy Snowe, es una figura modesta que pasa la mayor parte de la novela como una tranquila "Observador. Jane insiste en su propia agencia, mientras que Lucy es, en el mejor de los casos, reactiva. Sin embargo, es Lucy quien realmente se libera del destino doméstico esperado". 

## Adaptaciones

### En la impresión
La novela Lucy (1990) de Jamaica Kincaid extrae numerosos temas, nombres de personajes y elementos argumentales de Villette, haciendo eco de su preocupación por la represión femenina y al mismo tiempo ofreciendo una crítica poscolonial implícita del interés amoroso esclavista de la novela. 

### En dramatizaciones
En 1970, la BBC produjo una miniserie de televisión basada en Villette, dirigida por Moira Armstrong y escrita por Lennox Phillips. Estaba protagonizada por Judy Parfitt como Lucy Snowe, Bryan Marshall como el Dr. John Graham Bretton, Peter Jeffrey como Paul Emanuel y Mona Bruce como Madame Beck. 
En 1999, la novela fue adaptada como una serie de radio de tres horas para BBC Radio 4.  Se transmitió en febrero de 1999 con Catherine McCormack como Lucy Snowe, Joseph Fiennes como el Dr. Graham Bretton, Harriet Walter como Mme. Beck, James Laurenson como M. Paul Emanuel y Keira Knightley como Polly. Fue dirigida por Catherine Bailey y escrita por James Friel. Villette ganó un premio Sony. 
En agosto de 2009, Rachel Joyce adaptó la novela como una serie de dos semanas de duración para BBC Radio 4,  dirigida por Tracey Neale y con Anna Maxwell Martin como Lucy Snowe.